# Gimme the Prize
"Gimme the Prize" – utwór brytyjskiego zespołu Queen, napisany przez Briana Maya. Pojawił się w wydanym w 1986 roku albumie A Kind Of Magic. Występuje także pod nazwą "Gimme the Prize (Kurgan's Theme)". Utwór trwa 4 minuty i 32 sekundy. 
Został wykorzystany do filmu Nieśmiertelny i służył jako intro. Oprócz tego utworu w filmie pojawiły się inne piosenki zespołu, m.in. „Who Wants to Live Forever” czy „A Kind Of Magic”.
Utwór pojawił się również na stronie B niektórych wydań singli „A Kind of Magic” i „No-One but You (Only the Good Die Young)”, a także w grze komputerowej Queen: The eYe.